# Прикуси язик!
«Прикуси язик!» (англ. Byte Your Tongue!) — науково-фантастичне оповідання Кліффорда Сімака, вперше опубліковане 1981 року.

## Сюжет
Фред — один з комп'ютерів Сенату США, курував професійну діяльність групи сенаторів.
Оскільки комп'ютери аналізували все сказане людьми, то ті намагались не говорити зайвого, тому про багато речей ходили тільки чутки.
Коли один з сенаторів Фреда «завалив» кваліфікаційний екзамен, що заміняв вибори, то підіслав свого помічника щоб дізнатись чим можна його зацікавити щоб виправити оцінки.
Фред чув чутки про побудову надсвітлового корабля для дальніх подорожей і мріяв бути одним з комп'ютерів на ньому.
Помічник сенатора знав, що розробка корабля призупинена, але пообіцяв Фреду це місце і той погодився виправити оцінку.
Контролюючий комп'ютер Оскар викрив і покарав Фреда, сенатора та його помічника.
Фреда перевели займатись муніципальними проблемами.
Між колегами сенатора ширились чутки про його звільнення, припустили, що він розбазарив фонд побудови надсвітлового корабля і вирішили подвоїти його фінансування, щоб проект міг продовжуватись.
Насправді ж, НАСА, щоб не відмовлятись від фінансування, запустили заново цей проект і випадково досягли успіху.
Оскар повідомив Фреду про успішну побудову корабля, але не відмінив покарання.
Фред зрадів, що його незаконне втручання допомогло в такий дивний спосіб.